# آندریا والوکیا
آندریا والوکیا (انگلیسی: Andrea Vallocchia؛ زادهٔ ۲۲ مهٔ ۱۹۹۷) بازیکن فوتبال است.